# مالی لیپ
مالی لیپ (انگلیسی: Maly Lip) یک رودخانه در استان سوردلوفسک کشور روسیه است.